# Grand Prix Belgie 2005
Grand Prix Belgie 2005 (LXII Foster's Grand Prix de Belgique) šestnáctý závod 56. ročníku mistrovství světa vozů Formule 1, historicky již 747. Grand Prix, se již tradičně odehrál na okruhu Spa-Francorchamps, který leží 100 km jihovýchodně od Bruselu a pouhých 25 km od německých hranic. Okruh dlouhý 6,976 km absolvovali jezdci 44× což celkově představuje 306,944 km.
- Doprovodné a společenské akce:

Při propagační akci stáje Red Bull si piloti Vitantonio Liuzzi a Christian Klien vyzkoušeli motokrosové motocykly přímo na trati Spa-Francorchamps. V boxech byly k vidění hned dva dorty;Antonio Pizzonia slavil 25. narozeniny a Felipe Massa start do 50. Grand Prix.

## Grand Prix Belgie
LXII Grand Prix de Belgique
Nejlepe sedla trať Grand Prix Belgie týmu McLaren, který jíž v kvalifikaci nedal svým soupeřům šanci a v pořadí Juan Pablo Montoya a Kimi Räikkönen obsadil celou první řadu. Třetí místo si vybojoval Giancarlo Fisichella, ale musel měnit motor a tak se na třetí místo posunul jeho krajan Jarno Trulli.
V den závodu dělalo největší problémy všem aktérům, počasí. Během celého závodního víkendu se vystřídali všechny možné situace co v počasí mohou nastat. Druhý páteční trénink byl doslova spláchnut, v sobotu bylo sucho a před startem nedělního závodu znovu pršelo. Pro závod se očekával déšť. Největší pozornost se soustředila směrem k Fernandu Alonsovi, který měl první šanci zajistit si již v tomto závodě titul mistra světa. K tomu mu stačilo získat alespoň o čtyři body více než Kimi Räikkönen. Start se obešel bez vážnějších kolizí, McLaren si udržel startovní pozice obou vozů, následoval je Trulli i Alonso. Celým startovním polem se musel postupně probíjet po penalizaci Giancarlo Fisichella. Nejdříve se dostal přes Webbera i Coultharda, posléze následoval Massa a Button a Fisichella kroužil na osmém místě. Pak ale na výjezdu ze zatáčky Eau Rouge ztratil Fisichella vládu nad svým vozem a rozbil se o svodidla. Na trať vyjel Safety car a začala taktická hra. Do boxu zamířila řada jezdců a pořadí se pořádně zamíchalo. Po restartu bylo pořadí následovné: Montoya, Villeneuve, R. Schumacher, Räikkönen, Alonso, Trulli, Massa, Barrichello, Monteiro. V La Source Sato sestřelil Michaela Schumachera. Zastávky se vůbec nepovedly Trullimu, který se vrátil na trať až 14. Ralf Schumacher poté zariskoval na suchých pneumatikách a rázem se octl mimo trať a znovu zamířil do boxu pro přechodné pneumatiky. To už i ostatní jezdci stačili experimentovat se suchými pneumatikami, ale výsledek byl velice podobný tomu co předvedl Ralf Schumacher. Nejlépe vyšla taktika Kimi Räikkönenovi, který dokázal zajíždět jedno nejrychlejší kolo za druhým, pak zajel do boxu a hladkou zastávku proměnil ve vedení v závodě. Záda mu kryl Juan Pablo Montoya, než se připravil o druhé místo kolizí s Pizzoniou, který jel o kolo zpět. Montoya tak zkomplikoval týmu boj o pohár konstruktérů. Z vítězství se nakonec radoval Räikkönen, který si tak uchoval teoretickou šanci na titul.

## Výsledky
- 11. září 2005
- Okruh Spa-Francorchamps
- 44 kol × 6,976 km = 306,944 km
- 747. Grand Prix
- 8. vítězství Kimi Raikkonena
- 146. vítězství pro McLaren
- 33. vítězství pro Finsko
- 16. vítězství pro vůz se startovním číslem 9.

| Pozice | Jezdec               | Vůz            | Čas         |
| ------ | -------------------- | -------------- | ----------- |
| 1      | Kimi Räikkönen       | McLaren MP4/20 | 1:30:01,295 |
| 2      | Fernando Alonso      | Renault R 25   | á 0:28,394  |
| 3      | Jenson Button        | B.A.R 007      | á 0:32,077  |
| 4      | Mark Webber          | Williams FW 27 | á 1:09,167  |
| 5      | Rubens Barrichello   | Ferrari F 2005 | á 1:18,136  |
| 6      | Jacques Villeneuve   | Sauber C 24    | á 1:27,435  |
| 7      | Ralf Schumacher      | Toyota TF 105  | á 2:07,705  |
| 8      | Tiago Monteiro       | Jordan EJ 15   | á 1 kolo    |
| 9      | Christian Klien      | Red Bull RB 1  | á 1 kolo    |
| 10     | Felipe Massa         | Sauber C 24    | á 1 kolo    |
| 11     | Narain Karthikeyan   | Jordan EJ 15   | á 1 kolo    |
| 12     | Christijan Alberes   | Minardi PS 05  | á 2 kola    |
| 13     | Robert Doornbos      | Minardi PS 05  | á 3 kola    |
| 14     | Juan Pablo Montoya   | McLaren MP4/20 | á 4 kola    |
| 15     | Antonio Pizzonia     | Williams FW 27 | á 5 kol     |
|        | Odstoupili           |                |             |
| 34     | Jarno Trulli         | Toyota TF 105  | Nehoda      |
| 18     | David Coulthard      | Red Bull RB 1  | Motor       |
| 13     | Takuma Sató          | B.A.R 007      | Kolize      |
| 13     | Michael Schumacher   | Ferrari F 2005 | Kolize      |
| 10     | Giancarlo Fisichella | Renault R 25   | Nehoda      |
|        | Nestartoval          |                |             |
|        | Nick Heidfeld        | Williams FW 27 |             |

## Nejrychlejší kolo
- Ralf Schumacher Toyota	1'51,453 – 225.329 km/h
- 8. nejrychlejší kolo Ralfa Schumachera
- 1. nejrychlejší kolo pro Toyotu
- 87. nejrychlejší kolo Německo
- 9. nejrychlejší kolo pro vůz se startovním číslem 17.

## Vedení v závodě
| Kola         | km         | Jezdec             | %    |
| 1.–32. kolo  | 222,976 km | Juan Pablo Montoya | 73 % |
| 33.–44. kolo | 83,616 km  | Kimi Räikkönen     | 27 % |
| ------------ | ---------- | ------------------ | ---- |

| Montoya | Räikkönen |
| ------- | --------- |

## Postavení na startu
Juan Pablo Montoya McLaren 1'46.391
- 13. Pole positions Juana Pabla Montoyu
- 122. Pole positions pro McLaren
- 13. Pole positions Kolumbii
- 11. Pole positions pro vůz se startovním číslem 10.

- Červená – výměna motoru / posunutí o 10 míst na startovním roštu
- Modře – startoval z boxu

| 1. řada  | 2                  | 1                    |
|          | Kimi Räikkönen     | Juan Pablo Montoya   |
|          | McLaren            | McLaren              |
|          | 1'46.440           | 1'46.391             |
| 2. řada  | 4                  | 3                    |
|          | Fernando Alonso    | Jarno Trulli         |
|          | Renault            | Toyota               |
|          | 1'46.760           | 1'46.596             |
| 3. řada  | 6                  | 5                    |
|          | Michael Schumacher | Ralf Schumacher      |
|          | Ferrari            | Toyota               |
|          | 1'47.476           | 1'47.401             |
| 4. řada  | 8                  | 7                    |
|          | Jenson Button      | Fellipe Massa        |
|          | BAR                | Sauber               |
|          | 1'47.978           | 1'47.867             |
| 5. řada  | 10                 | 9                    |
|          | Takuma Sato        | Mark Webber          |
|          | BAR                | Williams             |
|          | 1'48.353           | 1'48.071             |
| 6. řada  | 12                 | 11                   |
|          | Rubens Barrichello | David Coulthard      |
|          | Ferrari            | Red Bull             |
|          | 1'48.550           | 1'48.508             |
| 7. řada  | 14                 | 13                   |
|          | Jacques Villeneuve | Giancarlo Fisichella |
|          | Sauber             | Renault              |
|          | 1'48.889           | 1'46.497             |
| 8. řada  | 16                 | 15                   |
|          | Christian Klien    | Antônio Pizzonia     |
|          | Red Bull           | Williams             |
|          | 1'48.994           | 1'48.898             |
| 9. řada  | 18                 | 17                   |
|          | Christijan Albers  | Robert Doornbos      |
|          | Minardi            | Minardi              |
|          | 1'49.842           | 1'49.779             |
| 10. řada | 20                 | 19                   |
|          | Narain Karthikeyan | Tiago Monteiro       |
|          | Jordan             | Jordan               |
|          | 1'51.675           | 1'51.498             |
| -------- | ------------------ | -------------------- |

## Sobotní tréninky
| *  | III. Trénink                        | *  | IV. Trénink                         |
| -- | ----------------------------------- | -- | ----------------------------------- |
| 1  | Kimi Räikkönen McLaren 1:48.125     | 1  | Fernando Alonso Renault 1:46.307    |
| 2  | Juan Pablo Montoya McLaren +0,391   | 2  | Kimi Räikkönen McLaren +0.334       |
| 3  | Giancarlo Fisichella Renault +0,758 | 3  | Jarno Trulli Toyota +0,374          |
| 4  | Fernando Alonso Renault +1,161      | 4  | Juan Pablo Montoya McLaren +0,551   |
| 5  | Michael Schumacher Ferrari +1,395   | 5  | Giancarlo Fisichella Renault +0,742 |
| 6  | Jenson Button BAR +1,655            | 6  | Ralf Schumacher Toyota +0,747       |
| 7  | Mark Webber Toyota +1,941           | 7  | Jenson Button BAR +1,112            |
| 8  | David Coulthard Red Bull +2,014     | 8  | Takuma Sató BAR +1,200              |
| 9  | Ralf Schumacher Toyota +2,278       | 9  | Michael Schumacher Ferrari +1,466   |
| 10 | Antonio Pizzonia Williams +2,324    | 10 | Rubens Barrichello Ferrari +1,684   |
| 11 | Jarno Trulli Toyota +2,326          | 11 | Antonio Pizzonia Williams +1,785    |
| 12 | Takuma Sató BAR +2,625              | 12 | Jacques Villeneuve Sauber +1,897    |
| 13 | Felipe Massa Sauber +2,762          | 13 | Mark Webber Toyota +1,906           |
| 14 | Christian Klien Red Bull +2,782     | 14 | Felipe Massa Sauber +2,244          |
| 15 | Jacques Villeneuve Sauber +3,530    | 15 | David Coulthard Red Bull +2,559     |
| 16 | Tiago Monteiro Jordan +3,828        | 16 | Christian Klien Red Bull +2,570     |
| 17 | Christijan Albers Minardi +5,125    | 17 | Christijan Albers Minardi +2,859    |
| 18 | Robert Doornbos Minardi +5,153      | 18 | Robert Doornbos Minardi +2,901      |
| 19 | Narain Karthikeyan Jordan +5,355    | 19 | Tiago Monteiro Jordan +4,433        |
| 20 | Rubens Barrichello Ferrari ---      | 20 | Narain Karthikeyan Jordan +5,287    |

## Páteční tréninky
- Druhý páteční trénink byl pro déšť zrušen.

| *  | I. Trénink                          | *  | II. Trénink |
| -- | ----------------------------------- | -- | ----------- |
| 1  | Kimi Räikkönen McLaren 1:48.206     | 1  | ---         |
| 2  | Alex Wurz McLaren +0,010            | 2  | ---         |
| 3  | Giancarlo Fisichella Renault +0,413 | 3  | ---         |
| 4  | Ricardo Zonta Toyota +1,239         | 4  | ---         |
| 5  | Mark Webber Williams +1,486         | 5  | ---         |
| 6  | Jenson Button BAR +1,684            | 6  | ---         |
| 7  | Jarno Trulli Toyota +2,336          | 7  | ---         |
| 8  | Michael Schumacher Ferrari +2,358   | 8  | ---         |
| 9  | Ralf Schumacher Toyota +2,614       | 9  | ---         |
| 10 | Vitantonio Liuzzi Red Bull +2,745   | 10 | ---         |
| 11 | Takuma Sató BAR +2,797              | 11 | ---         |
| 12 | Rubens Barrichello Ferrari +2,971   | 12 | ---         |
| 13 | Jacques Villeneuve Sauber +3,967    | 13 | ---         |
| 14 | Felipe Massa Sauber +4,030          | 14 | ---         |
| 15 | Narain Karthikeyan Jordan +4,942    | 15 | ---         |
| 16 | Antonio Pizzonia Williams +5,329    | 16 | ---         |
| 17 | Christijan Albers Minardi +5,601    | 17 | ---         |
| 18 | Nicolas Kiesa Jordan +6,231         | 18 | ---         |
| 19 | Robert Doornbos Minardi +6,767      | 19 | ---         |
| 20 | Tiago Monteiro Jordan +6,968        | 20 | ---         |
| 21 | Enrico Toccacello Minardi +14,296   | 21 | ---         |
| 22 | Juan Pablo Montoya McLaren ---      | 22 | ---         |
| 23 | David Coulthard Red Bull ---        | 23 | ---         |
| 24 | Christian Klien Red Bull ---        | 24 | ---         |
| 25 | Fernando Alonso Renault ---         | 25 | ---         |

## Zajímavosti
- 20 Podium pro Alonsa
- 13 pole position pro Montoyu
- Premiérové nejrychlejší kolo pro Toyotu

| Pole position      | Vítězství      | Nej. kolo       |
| Kolumbie           | Finsko         | Německo         |
| Juan Pablo Montoya | Kimi Räikkönen | Ralf Schumacher |
| McLaren MP4/20     | McLaren MP4/20 | Toyota TF105    |
| 1'46.391           | 1:30'01.295    | 1'51.453        |
| 236,050 km/h       | 204,580 km/h   | 225,329 km/h    |
| ------------------ | -------------- | --------------- |